# Susan Stryker
Pour les articles homonymes, voir Stryker (homonymie).
Susan O'Neal Stryker est une professeure, écrivaine, cinéaste et théoricienne américaine dont les travaux portent sur le genre et la sexualité humaine. Elle est professeure associée sur les études de genre et l'histoire des femmes, directrice de l'Institut pour les études LGBT, et fondatrice de l'Initiative des études transgenres à l'université de l'Arizona. Elle est l'auteure de plusieurs livres sur l'histoire et la culture LGBT.

## Éducation
Stryker obtient une licence en lettres à l'université d'Oklahoma en 1983. Elle a obtenu un PhD en Histoire des États-Unis à l'université de Californie à Berkeley en 1992 ; sa thèse de doctorat s'intitule : Making Mormonism: A Critical and Historical Analysis of Cultural Formation.

## Carrière
Stryker est professeure en études de genre à l'université de l'Arizona, et est la directrice de l'Institut universitaire des études LGBT,. Elle a été professeure invitée à l'université Harvard, à l'université de Californie à Santa Cruz et à l'université Simon Fraser. Elle est une femme transgenre lesbienne qui travaille sur la transexualité et la culture queer.
Elle commence sa transition peu de temps après l'obtention de son doctorat,. Son article « My Words to Victor Frankenstein Above the Village of Chamounix » publié en 1994, est sa première publication académique et, après la pionnière transgenre australienne Roberta Perkins qui a commencé à publier ses travaux de recherche sur les femmes travailleuses du sexe dans les années 1980, l'un des premiers articles publiés dans un journal académique par une auteure transgenre.
Elle reçoit une bourse de recherche post-doctorale pour étudier la sexualité de l'Homme à l'université Stanford, parrainée par le Social Science Research Council et la Fondation Ford. De 1999 à 2003, elle est directrice exécutive de la GLBT Historical Society (en) à San Francisco.
En 2013, Stryker créée l’Initiative des études transgenres à l'université de l'Arizona. Elle met l'accent sur « l'embauche de professeurs de couleur » selon ses propres mots.
En 2015, l'université Yale attribue à Stryker le Brudner Prize (en) pour ses contributions scientifiques dans le domaine des études LGBT. En 2007, le trust Monette-Horowitz l'honore pour son activisme anti-homophobie,. Parmi ses autres distinctions : un Community Vanguard Award du Transgender Law Center et la reconnaissance en tant que « héroïne locale » par la station de télévision publique KQED (en) de San Francisco.

## Travaux

### Ouvrages
Le premier livre de Stryker, Gay by the Bay: A History of Queer Culture in the San Francisco Bay Area (Chronicle Books 1996), coécrit avec Jim Van Buskirk, est une illustration de l'évolution de la culture LGBT dans la baie de San Francisco en Californie du Nord. Ce livre et de son successeur, Queer Pulp, ont chacun été nommés au Prix Lambda Literary.
Dans l'enquête Queer Pulp: Perverted Passions from the Golden Age of the Paperback (Chronicle Books 2001), Stryker s'intéresse aux lesbiennes pulp fiction et aux gays pulp fiction, publié aux États-Unis des années 1930 aux années 1960.
Avec Stephen Whittle elle coédite The Transgender Studies Reader (Routledge, 2006), qui est son premier travail à gagner un prix Lambda Literary. Son livre suivant, Transgender History (Seal Press 2008) parle du travestissement et de la transidentité aux États-Unis de la fin de la Seconde Guerre mondiale aux années 2000,,,.
Stryker travaille sur un livre, Cross-Dressing for Empire: Gender and Performance at the Bohemian Grove. Le Bohemian Grove est un terrain de camping dans le Nord de la Californie et lieu de l'université d'été du Bohemian Club, une organisation privée des hommes américains puissants politiquement, économiquement ou culturellement,,.

### Film et vidéo
Stryker reçoit un San Francisco / Northern California Emmy Awards (en) pour son travail de réalisatrice sur Screaming Queens: The Riot at Compton's Cafeteria (2005), un film documentaire sur les émeutes de la cafétéria Compton de 1966 ; le film a été coécrit, dirigé et produit par Victor Silverman. Puis, avec la directrice Michelle Lawler et la productrice exécutive Kim Klausner, elle coproduit Forever's Gonna Start Tonight (2009), un film documentaire sur Vicki Marlane, une malade du sida, artiste transgenre de boîtes de nuit et bar d'hôtel. Le documentaire de Stryker le plus récent est Christine in the Cutting Room (2013), un film expérimental à propos de Christine Jorgensen.
Monika Treut filme et interviewe Stryker pour son film documentaire de 1999, Gendernauts: A Journey Through Shifting Identities. Elle est aussi interviewée pour un épisode de la série documentaire de SexTV en 2002 et pour les deux épisodes de Sex: The Revolution (2008). Elle est en vedette dans le film de documentaire Reel in the Close (2015), dirigé par Stu Maddux.

### Articles, essais et articles de recherche
Stryker et Paisley Currah coéditent TSQ: Transgender Studies Quarterly, la première revue universitaire non-médicale consacrée aux problèmes transgenres en 2014.
Les articles de recherche de Stryker sont publiés dans GLQ: A Journal of Lesbian and Gay Studies, WSQ: Women's Studies Quarterly, parallax, Radical History Review et d'autres revues spécialisées. En 2008, elle est nommée pour un GLAAD Media Award pour son article sur Salon.com « Why the T in LGBT is Here to Stay », une réponse à l'article de John Aravosis de 2007 « How did the T get in LGBT? ».
Dans un article, « Transgender Studies: Queer Theory’s Evil Twin » (2004), Stryker décrit comment les personnes transgenres sont souvent marginalisées au sein de la communauté queer, et comment la discipline académique des Études Queer privilègie les récits spécifiques sur l'orientation sexuelle plutôt que sur l'identité de genre.

## Filmographie
- Screaming Queens: The Riot at Compton's Cafeteria (18 juin 2005)
- Forever's Gonna Start Tonight (2009)
- Christine in the Cutting Room (2013)
- Disclosure (2020)